# Swift Trail Junction
Swift Trail Junction – jednostka osadnicza w Stanach Zjednoczonych, w stanie Arizona, w hrabstwie Graham.